# Argyrothemis argentea
Argyrothemis argentea es la única especie del género Argyrothemis, en la familia Libellulidae. Habita en el suroeste de Venezuela, Guyana, Guayana Francesa, el norte de Brasil y el este de Perú.